# Urban Ahlin
Urban Christian Ahlin (ur. 13 listopada 1964 w Mariestad) – szwedzki polityk, nauczyciel i samorządowiec, od 2014 do 2018 przewodniczący parlamentu Szwecji (Riksdagu).

## Życiorys
W 1990 ukończył studia na Uniwersytecie w Karlstad. Od połowy lat 80. pracował jako nauczyciel matematyki w rodzinnym mieście. Był także radnym, przewodniczącym rady miejskiej i członkiem egzekutywy w Mariestad.
Od 1981 działał w młodzieżówce socjaldemokratycznej, następnie dołączył do Szwedzkiej Socjaldemokratycznej Partii Robotniczej. Awansował w partyjnej strukturze, obejmując w 2005 funkcję przewodniczącego jej struktur w regionie Skaraborg. W 1994 po raz pierwszy został wybrany na posła do krajowego parlamentu. Z powodzeniem ubiegał się o reelekcję w 1998, 2002, 2006, 2010 i 2014. W okresie 2002–2006 był przewodniczącym Komisji Spraw Zagranicznych, a w latach 2006–2014 zastępcą przewodniczącego. Objął także funkcję zastępcy delegata Szwecji w Zgromadzeniu Parlamentarnym NATO.
29 września 2014 został wybrany na przewodniczącego Riksdagu, zastępując Pera Westerberga. Zakończył urzędowanie 24 września 2018, nie kandydował w tymże roku w kolejnych wyborach. W 2019 otrzymał nominację na ambasadora Szwecji w Kanadzie.

## Odznaczenia
- Krzyż Wielki Orderu Sokoła Islandzkiego (Islandia, 2018)[4]